# Dictature franquiste en Catalogne
 (juillet 2025).
Si vous disposez d'ouvrages ou d'articles de référence ou si vous connaissez des sites web de qualité traitant du thème abordé ici, merci de compléter l'article en donnant les références utiles à sa vérifiabilité et en les liant à la section « Notes et références ».

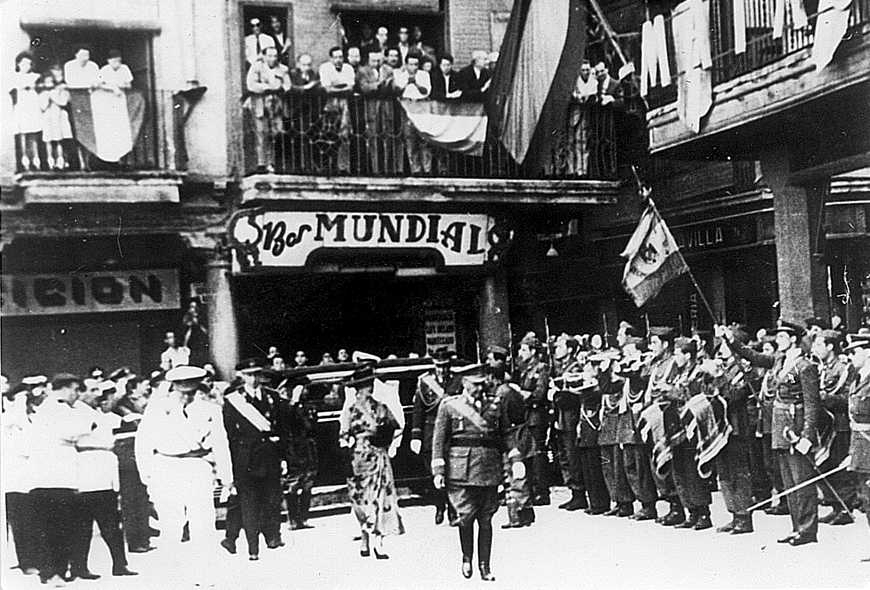
Visite de Franco à Reus (1940).

Le franquisme s'est implanté en Catalogne entre 1939 et 1975 dans un contexte de répression franquiste hérité de la Guerre Civile Espagnole. La dictature a associé suppression des libertés démocratiques et répression de la culture catalane. Son caractère totalitaire et autoritaire, ainsi que ses objectifs unificateurs se sont traduits par la tentative de faire primer une culture et une langue uniques au niveau national. Les tendances anticatalanistes du régime n'ont pas été un obstacle décisif à la naissance d'un franquisme catalan, apparu durant la guerre et alimenté par la victoire des putschistes.

## Anticatalanisme

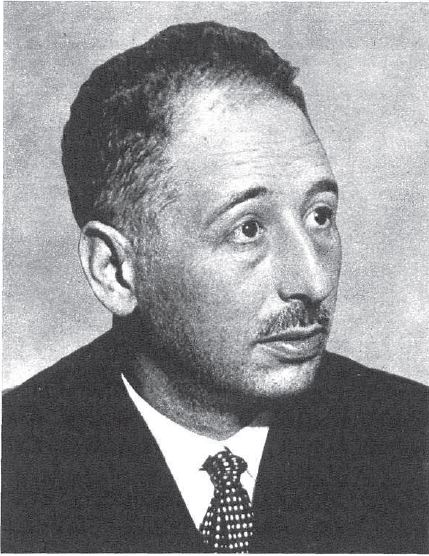
Lluís Companys, deuxième président de la Généralité de Catalogne restaurée, a été livré par la Gestapo, jugé et fusillé par les autorités franquistes.

La Catalogne a été une région qui a souffert de la haine engendrée pendant la Guerre Civile par les putschistes. Elle était alors considérée comme une région de traîtres, notamment en raison d'attaques contre le personnel et les biens de l'Église. À Tarragone, en janvier 1939, lors d'une messe présidée par un chanoine de la cathédrale de Salamanque, José Artero, il s'est écrié: "Chiens catalans ! vous n'êtes pas dignes du soleil qui vous éclaire." A propos des hommes qui défilèrent à Barcelone, Franco dit que cet honneur ne leur était accordé non pas "parce qu'ils avaient mieux lutté, mais parce qu'ils étaient ceux qui ressentaient le plus de haine. C'est-à-dire, le plus de haine envers la Catalogne et les Catalans."
Un ami intime de Franco, Víctor Ruiz Albéniz, a publié un article dans lequel il demandait que la Catalogne reçût "une punition biblique (Sodome et Gomorrhe) pour purifier la ville rouge, siège de l'anarchisme et du séparatisme comme unique remède pour enlever ces deux cancers avec un thermocautère implacable", alors que, pour Ramón Serrano Súñer, beau-frère de Franco et ministre de l'Intérieur, le nationalisme catalan était "une maladie." Le gouverneur civil de Barcelone, Wenceslao González Oliveros, affirma que "l'Espagne s'est élevée, avec autant voire plus de force contre les Statuts démembrés que contre le communisme et que la moindre tolérance à l'égard du régionalisme conduirait une nouvelle fois aux mêmes processus de putréfaction qu'[ils venaient] d'enlever chirugicalement."
Des conservateurs catalans, tels que Francisco Cambó, frémirent face à la haine et l'esprit de revanche montrés par Franco. Cambó écrivit dans son Quotidien en référence à Franco: "Comme s'il ne sentait ni ne comprenait la situation misérable, désespérée, dans laquelle se trouve l'Espagne et qu'il ne pensait pas à autre chose qu'à sa victoire, il ressent le besoin de parcourir tout le pays (...) comme un torero qui recueille applaudissements, cigares, chapeaux et quelque américaine rare."

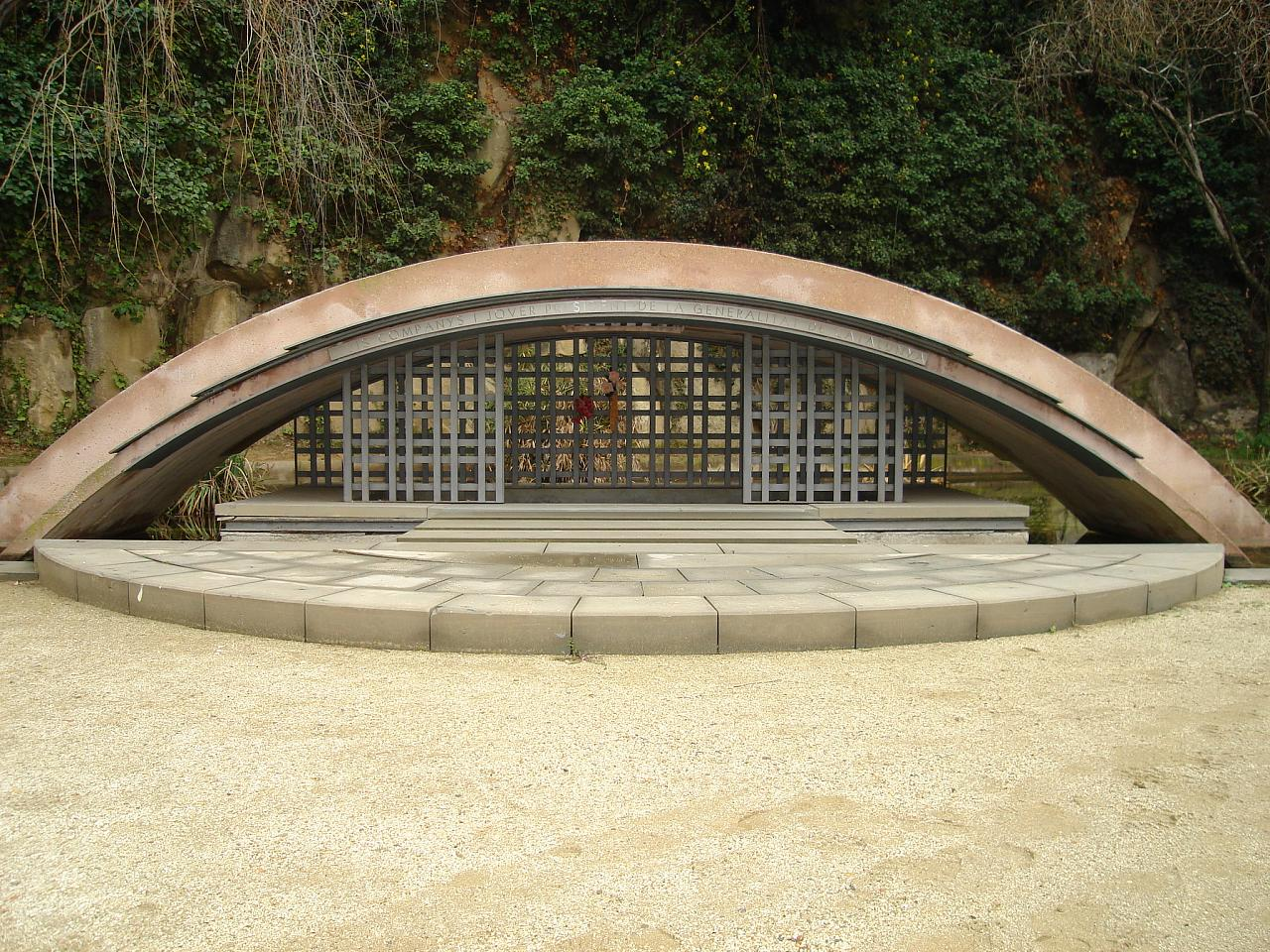
Tombe de Lluís Companys, président catalan fusillé par les autorités franquistes, dans le Fossar de la Pedrera.

Celui qui avait été le deuxième président de la Généralité de Catalogne, Lluís Companys, s'exila en France, comme beaucoup d'autres, en janvier 1939. Les autorités espagnoles en demandèrent l'extradition aux Allemands. Le doute historique réside dans son arrestation, soit réalisée par la Gestapo, soit par la police militaire allemande, aussi connue sous le nom de Wehrmacht. En tout cas, l'arrestation eut lieu le 13 août 1940, suivie de l'immédiate déportation de Lluís Companys vers l'Espagne franquiste. Après un conseil de guerre très sommaire, il fut fusillé le 15 octobre 1940, dans le château de Montjuïc, pour rébellion militaire, pour avoir fourni des armes au parti rouge. Dès lors, nombreuses furent les revendications pour annuler le jugement sans aucune garantie. Pour le moment, aucune d'elles n'a abouti.
D'autre part, pendant la période franquiste, plusieurs entreprises publiques d'État s'installèrent dans la région. Cela permit une renaissance économique et industrielle pour la Catalogne, ainsi qu'une croissance démographique notable, due en grande partie à l'arrivée de travailleurs d'autres régions de l'Espagne.

### Répression franquiste
Le franquisme a entraîné en Catalogne, comme dans le reste de l'Espagne, l'annulation des libertés démocratiques, l'interdiction et la poursuite des partis politiques (à l'exception de la Falange Espagnole Tradicionalista et des JONS), la clôture de la presse non affiliée à la dictature militaire et l'élimination des entités de gauche.
Les organisations en faveur des droits des femmes qui se sont développées sous la République, comme le club féminin et sportif de Barcelone, créé par les championnes Enriqueta Sèculi, Teresa et Josefina Torrens, la Résidence internationale de jeunes filles étudiantes, université féminine située dans le palais de Pedralbes, ou encore le Lyceum Club fondé par l'écrivaine Aurora Bertrana et l'universitaire Maria Pi Ferrer, sont démantelées et interdites.
De plus, le Statut d'Autonomie et les institutions qu'il impliquait furent supprimées ;  l'officialité de la langue catalane fut détournée, en en réduisant l'usage notamment dans l'administration, dans les médias, à l'école, à l'université, dans la signalisation publique et plus généralement dans toute manifestation publique. Aux nombreux morts de la guerre, il faut ajouter ceux qui ont été fusillés après la victoire franquiste, tout comme le président Lluís Companys ; beaucoup d'autres, contraints à l'exil, ne reviendront pas dans leur pays ; un grand nombre de ceux qui n'avaient pas fui fut incarcéré ; et beaucoup plus encore furent "épurés" et déclarés inaptes à l'occupation de charges publiques ou à l'exercice de certaines professions, ce qui les laissait dans une situation économique encore plus difficile. Un petit groupe d'anarchistes et de communistes essaya de se livrer à une guérilla à travers des unités connues sous le nom de maquis. Son action la plus connue est l'invasion du Valle de Arán.
À partir de la répression, le franquisme créa quelques réseaux de complicité dans lesquels des milliers de personnes furent impliquées ou desquels elles furent complices, du versement de sang, des persécutions, de la vie de plusieurs centaines de milliers de personnes dans les prisons, des camps de concentration ou des Bataillons de Travailleurs. Enfin, des formes les plus diverses de répression existèrent : politique, sociale, de travail, idéologique et, dans le cas de la Catalogne, une tentative de minorisation culturelle qui prétendait réduire sa spécificité culturelle régionale.
De plus, le Statut d'Autonomie et les institutions qu'il impliquait furent supprimés, la langue et la culture catalanes furent systématiquement persécutées, notamment dans l'administration, dans les médias, à l'école, à l'université, dans la signalisation publique et plus généralement dans toute manifestation publique. Le catalan fut exclu de la sphère publique et administrative et resta cantonné à un usage familier et entre voisins. Le castillan devint l'unique langue de l'enseignement, de l'administration et des médias. La situation s'est aggravée en raison des grandes vagues migratoires de personnes parlant le castillan au XXe siècle, surtout dans les années 1960 et 1970, originaires du reste de l'Espagne, notamment d'Andalousie et d'Estrémadure, concentrées pour la plupart dans la zone métropolitaine de Barcelone. Cela a provoqué un net recul de l'usage social du catalan et de sa connaissance, faisant même du castillan la première langue maternelle en Catalogne pour la première fois. En Catalogne le facteur le plus important du bilinguisme social est l'immigration depuis le reste de l'Espagne au XXe siècle.
Globalement, l'exclusion presque totale du catalan du système éducatif et ses restrictions d'usage dans les médias de masses pendant toutes ces années, a eu des conséquences à long terme et qui resteront présentes des années après la fin de la dictature, comme cela s'observe dans les taux élevés d'analphabétisme en catalan parmi les générations scolarisées pendant ces années : en 1996 seul un tiers des 40-44 ans était capable d'écrire en catalan, parlé par 67 % des sondés, chiffres qui tombaient à 22 % des plus de 80 ans capables de l'écrire et 65 % le parlant.
La Vanguardia du 12 septembre 1967 explique que l'Institut d’Estudis Catalans sollicite le Ministère d'Éducation pour que soit autorisée l'enseignement du catalan « dans les centres d'éducation de l'État en Catalogne», extensible à « des aspects divers de l'art, de la littérature et du reste des connaissances de la vie et de l'histoire catalanes».
La Mairie de Barcelone met à disposition l'enseignement du catalan «gratuit et volontaire» dès octobre 1967 dans l'enseignement primaire. «Le Ministère observe cette initiative avec les meilleures dispositions et n'émet pas la moindre objection.» Il y aura 2 professeurs par école mais ils pourront être plus nombreux si nécessaire. Une heure de cours par jour aura lieu, soit 5 heures hebdomadaires.

## Prisonniers en Catalogne
Les plus grands responsables des dépôts municipaux de détenus ou de prisonniers politiques furent les maires. La surveillance était à la charge de l'huissier ou des milices de la FET et des JONS, à moins que le village accueille une caserne de la Garde civile.
En 1940, le nombre total d'hommes et de femmes incarcérés (en tant que prisonniers politiques) était de 27.779. Ce chiffre correspond à 0,95% de la population de la Catalogne (2.915.757 habitants) et témoigne de la portée massive de la répression imposée à l'ensemble de la population catalane, qui continuait à être importante, des mois après la fin de la Guerre Civile.
Bien qu'étant la province de Barcelone qui compte le plus grand nombre de prisonniers, les chiffres absolus relatifs au nombre total de personnes incarcérées dans les quatre provinces catalanes montrent que le pourcentage le plus élevé se trouve dans les provinces de Tarragone et Lleida avec 11,2%. Ces données confirment l'intensité de la répression franquiste en Catalogne.
Les prisonniers sont incarcérées, pour les femmes, dans la prison de Les Corts, et pour les hommes, dans la prison Model. Les opposants et opposantes les plus identifiés par le régime franquiste sont exécutés au camp de la Bota, avant d'être inhumés dans la fosse commune du Fossar de la Pedrera, sur la montagne de Montjuïc.

## Persécution des livres
Jusqu'en 1946, sans aucune norme écrite, l'édition imprimée en catalan était arrêtée. Malgré cela, en 1941, les Poesies de Le Gayter du Llobregat furent rééditées de façon clandestine, pour célébrer le centenaire de l'édition originale qui avait marqué le mouvement de la Renaixença.
Les trois livres de la reprise littéraire ont été édités par des jeunes. Les œuvres sont (avec un tirage à 100 exemplaires chacun): las Elegías de Bierville (1943) de Carles Riba , El aprendiz de poeta (1943) de Josep Palau i Fabre, et Cementeri de Sinera (1946) de Salvador Espriu.
Un sentiment de continuité accompagne les grandes œuvres, postérieures à 1946, rédigées par des écrivains revenus de l'exil en 1942-1943 : Carles Riba traduit l'Odyssée (1948), le pédagogue Alexandre Galí publie son Histoire des Institutions.

## Reprise publique du livre

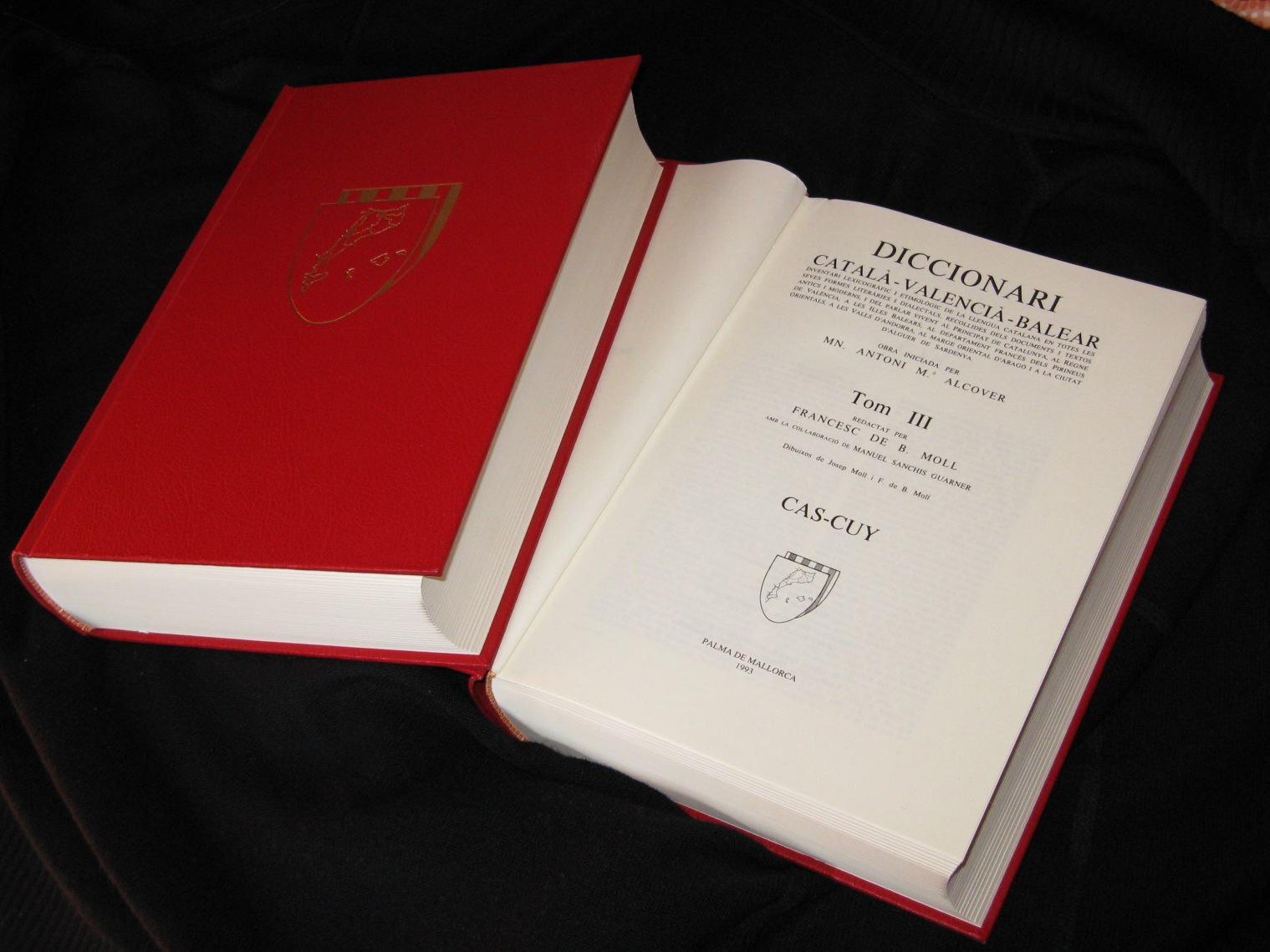
La version imprimée du Diccionari català-valencià-balear.

Avec la victoire des Alliés lors de la Seconde Guerre mondiale, le franquisme dû revoir partiellement sa politique de répression totale de la langue et du livre. Ce changement permit, de facto, la reconnaissance de la langue et de la littérature catalanes. C'est ce dont témoigne l'Institut d'Études Catalanes qui édite, en 1947, un premier volume de sujet non humaniste, pour démontrer que le catalan est une langue de science.
Ce qui a été nommé la escletxa (la brèche) a débuté en mai 1946, avec l'autorisation du théâtre en catalan, de l'Orfeón Catalan, et de l'édition de quelques livres en catalan. La mesure, très restrictive, a seulement affecté des livres de bibliophile, de folklore et quelques classiques, mais pas les essais, ni les traductions, les histoires, les romans, que ce soit pour les enfants ou les jeunes, parce qu'il fallait empêcher l'accès de ces derniers à la lecture.
En 1949, le philologue Francesc de Borja publia le Diccionari català-valencià-balear (Dictionnaire catalan-valencien-balear), complété en 1962, qui mena une campagne d'affirmation de l'unité de la langue, et par là de l'identité catalane, dans tous les Països Catalans -Pays Catalans.

## Catalans franquistes

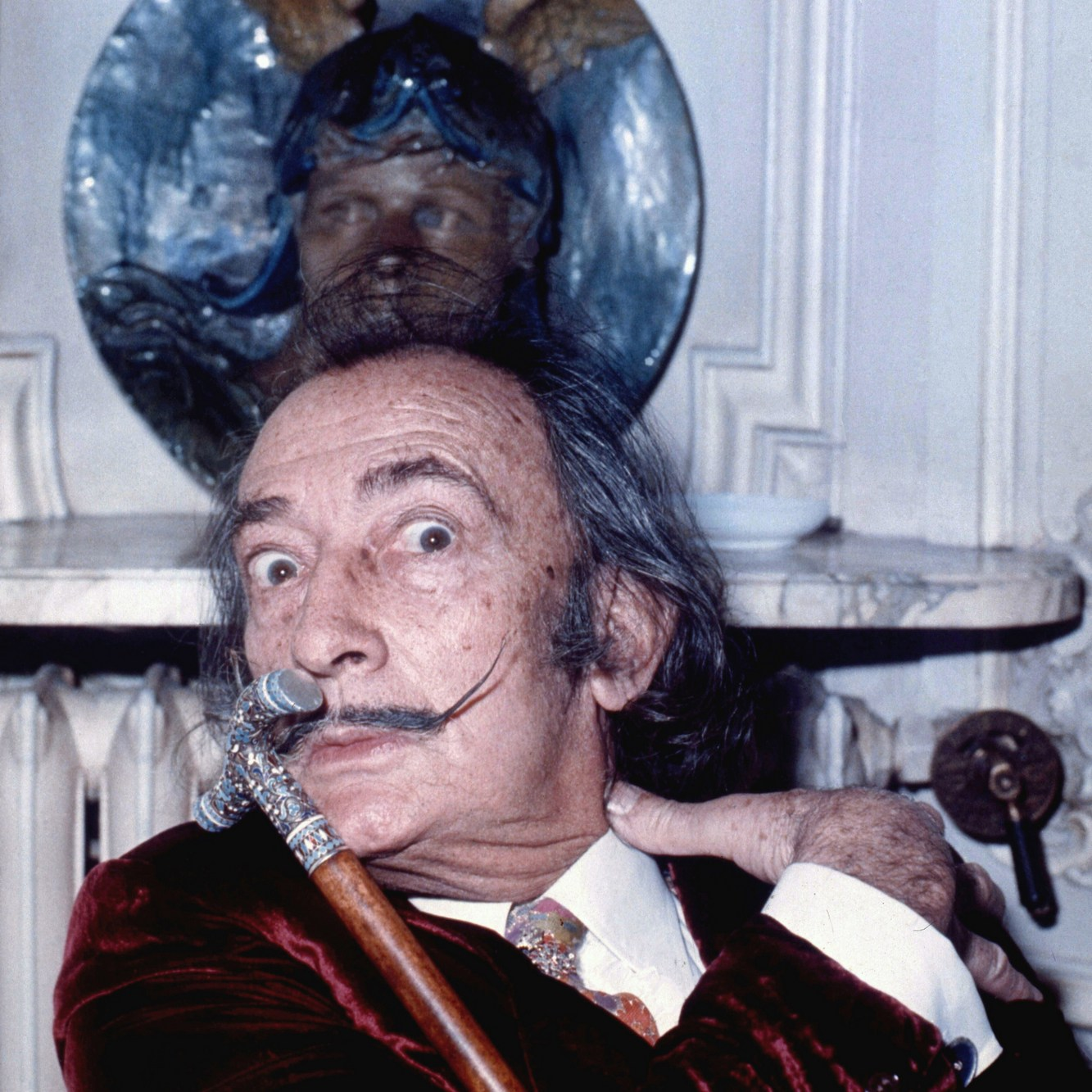
Salvador Dalí portrait à Paris en 1972.

Juan Antonio Samaranch.

En Catalogne, nombreux ont été les intellectuels (peintres, écrivains, journalistes, etc.) et chefs d'entreprise qui s'accommodèrent du franquisme, en recevant en échange les faveurs du régime. Quelques-uns d'entre eux étaient cachés par la conservatrice Lliga Regionalista, rebaptisée après Lliga de Catalogne, de Francesc Cambó, tels que Salvador Dalí, Josep Pla ou Juan Antonio Samaranch.
En 1936, André Breton expulsa Dalí de son cercle surréaliste en raison de ses tendances national-catholiques, faisant de l'artiste ampurdanés un des rares intellectuels à avoir soutenu Francisco Franco lors de son accession au pouvoir après la Guerre Civile Espagnole. En 1949, il rentra en Catalogne, après un séjour aux États-Unis, avec l'approbation du gouvernement franquiste, qui s'en servit à des fins de propagande politique, ce qui fut très critiqué par de nombreux intellectuels et progressistes.
Josep Pla, catalaniste modéré, fut élu député de la Mancommunauté de Catalogne en 1921 par la Lliga Regionalista dans sa région natale, le Bas Ampurdán. Après un exil à Rome, il revint à Barcelone en janvier 1939, avec Manuel Aznar et d'autres journalistes franquistes, pour prendre en charge la direction du quotidien La Vanguardia.
Juan Antonio Samaranch, affilié à la Falange très jeune, entama sa carrière politique à la Mairie de Barcelone en tant que conseiller municipal des Sports en 1955. Sous le régime franquiste, il occupa les postes de Procureur aux Cortes, Délégué National des Sports et président de la Députation de Barcelone, jusqu'à son arrivée à la présidence du Comité Olympique International (1980-2001). En 1985 il reçut la Médaille d'Or de la Généralité de Catalogne, et en 1988 lui fut accordé le Prix Prince des Asturies des Sports. Il est mort le 21 avril 2010 à Barcelone. Son corps fut texposé dans une chapelle au Palais de la Généralité de Catalogne, et une messe réunissant quelque 4.000 personnes a été célébrée dans la Cathédrale de Barcelone, officiée par l'archevêque de Barcelone, Lluís Martínez Sistach. Il fait l'objet de critiques en raison de sa position ambigue face au franquisme.
Parmi les maires franquistes se trouvent José María de Porcioles (maire de Barcelone) et Josep Gomis à Montblanch. José María de Porcioles (1904-1993) a été le maire de Barcelone ayant occupé le plus longtemps cette charge pendant le régime franquiste. L'administration municipale de Porcioles a été en général peu cohérente d'un point de vue budgétaire et politique, en plus de mener un développement urbain incontrôlé. En 1983, durant le mandat de Pasqual Maragall, il lui fut accordé la médaille d'or de la ville de Barcelone. Durant ses obsèques, un hommage lui a été rendu en tant que figure catalaniste par plusieurs personnalités, dont le maire d'alors, Maragall, déclenchant une avalanche de critiques.
Josep Gomis Martí (Montblanch, 1934) fut maire de Montblanch durant seize ans (1964-1980), député provincial, Procureur aux Cortes, Président de la Députation de Tarragone (1980-88), député aux Cortes pour Convergència i a Uni dans les législatures de 1982 et 1986, conseiller de Gobernación de la Généralité de Catalogne (1988-1992), délégué du Gouvernement de la Généralité à Madrid (1993-2002) et président du Conseil Social de l'Université Rovira i Virgili (2002-04). Le 29 juillet 1996, il a été nommé citoyen d'honneur de la ville de Montblanch.
Le Football Club Barcelone non plus n'a pas échappé au franquisme, et nombre de ses présidents s'accommodèrent du régime, parmi lesquels Narcís de Carreras, qui milita dans la Ligue catalane et fut collaborateur de Francesc Cambó jusqu'en 1939. Il fut plus tard président du Football Club Barcelone (1968-1969) et de la Caixa de Pensions (1972-1980), conseiller municipal de la Mairie de Barcelone et procureur à la Cour (1967-1971).
Quant à Josep Suñol i Garriga, lui aussi président du Barça et militant influent de la Gauche Républicaine de Catalogne, il fut fusillé le 6 août 1936 dans la sierra de Guadarrama, sans jugement préalable, par les troupes franquistes. Suñol avait été arrêté en compagnie du journaliste Ventura Virgili, un chauffeur et un officiel, alors qu'ils visitaient le front. Même après sa mort, on lui ouvrit un dossier en vertu de l'application de la Loi de Responsabilités Politiques du 9 février 1939. En hommage à son barcelonisme et à sa catalanité, le club barcelonais de Palafolls porte son nom.

## Une décennie de répression
Entre 1953 et 1963, la dictature, les persécutions, les détentions, les tortures, les jugements sans garanties, les emprisonnements et l'assassinat de nombreux combattants pour la liberté et la démocratie, ainsi que des communistes et des anarchistes persistèrent en Espagne. Deux mois avant le Congrès Eucharistique International, organisé à Barcelone en 1952, malgré le fait qu'il y eut cinq exécutions dans le Camp de la Bota et durant des années, la Loi des responsabilités politiques et de la répression de la franc-maçonnerie et du communisme, resteront en vigueur.
Ce fut au cours de cette décennie (1953-1963) que les maquis et la guerilla rurale et urbaine disparurent. Le réseau de répression policière et judiciaire s'étendit pour faire face aux protestations ouvrières, et pour appliquer le contrôle et la censure de publications, du théâtre, du cinéma et de l'enseignement. L'appareil du franquisme était constitué du Gouvernement d'État, des gouvernements civils provinciaux, de la police en uniforme et la police d'investigation politique et sociale.

### Grève des tramways à Barcelone

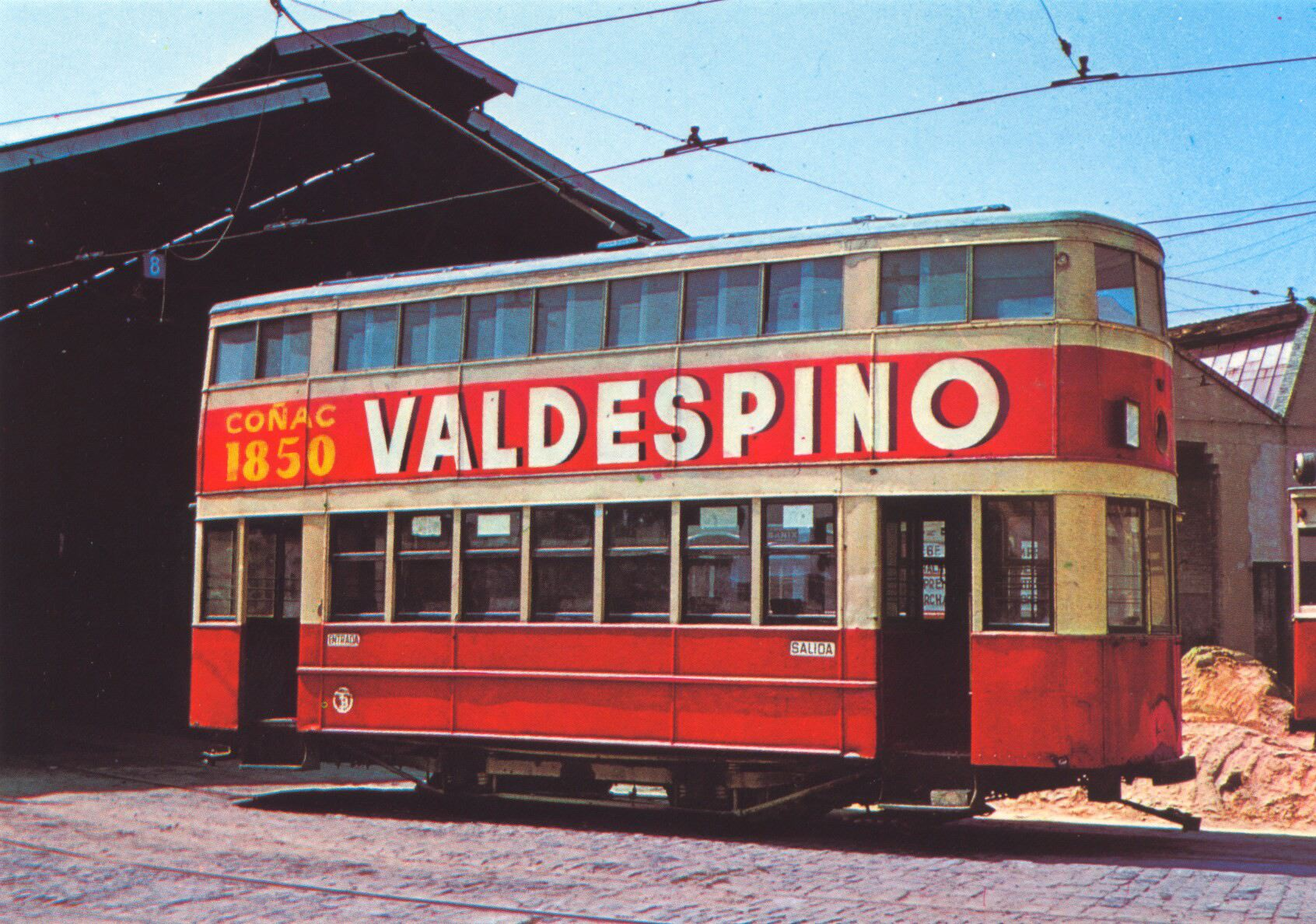
Tramway à Barcelone dans les années 1950.

Le motif initial fut l'augmentation du prix du billet et le fossé creusé avec le prix pour le même service à Madrid ; mais la protestation exprimait le profond malaise de la population, lié aux conditions de vie très difficiles dont elle souffrait depuis la fin de la Guerre Civile. La grève des tramways de 1951, qui a duré deux semaines, a été, sans doute, un évènement important dans l'histoire de l'opposition au franquisme.
Le caractère pacifique de la grève, l'implication de divers et de nouveaux secteurs sociaux, la participation au boycott d'une partie des phalangistes, la situation de faiblesse du gouverneur, Eduardo Baeza Alegría, et le refus exprimé par le capitaine général d'intervenir, en avançant qu'il "ne pouvait pas tirer sur des citoyens qui, simplement, ne prenaient pas un moyen de transport", ont rendu difficile la répression du mouvement. Le gouverneur civil, Eduardo Baeza, a employé la Garde civile pour ces affrontements qui ont provoqué plusieurs morts le 12 mars. Enfin, aussi bien lui que le maire de Barcelone, José María d'Albert Despujol, ont été destitués et la hausse du prix a été annulée.
Une grève similaire a eu lieu en 1957, se prolongeant pendant douze jours et pouvant compter sur le soutien du monde intellectuel, à commencer par Jaume Vicens tu Habites, et sur la participation de Josep Benet, Maurici Serrahima, Edmon Vallès, Santiago Nadal, Salvador Millet ou Rafael Tasis,.

### Premier état d'exception
Le Conseil des Ministres du Gouvernement espagnol réuni le vendredi 10 février 1956 donna le feu vert à un décret-loi de la Présidence du Gouvernement, avec l'aval du chef de l'État, Francisco Franco, dans lequel deux articles de la Charte des Espagnols furent suspendus pour la première fois et ce durant trois mois. Concrètement, les articles XIV et XVIII n'étaient plus valables pour ceux à qui était refusée la liberté de changer de résidence, tout type d'arrestation par les forces de l'ordre était permis et les droits des détenus n'étaient plus garantis. Ceci fut promulgué en réaction aux troubles et aux affrontements impliquant des étudiants qui avaient secoué la capitale de la Nation la veille, et durant lesquels un jeune universitaire phalangiste, Miguel Álvarez Pérez, fut gravement blessé dans une bagarre entre étudiants phalangistes et antifranquistes. Les faits se sont produits à l'Université Complutense de Madrid alors appelée Université Centrale.

## Maquis
Les maquis étaient les groupes de la Résistance française qui, cachés dans les régions peu peuplées, bois ou montagnes, luttèrent contre l'occupation allemande de la France pendant la Seconde Guerre mondiale.
Par extension, le terme maquis désigne aussi les groupes armés ayant opéré en territoire espagnol, notamment dans la Cordillère Cantabrique, les Pyrénées, la Catalogne, la Communauté de Valence, l'Aragon et l'Andalousie, une fois la Guerre Civile Espagnole terminée, pour s'opposer à l'institutionnalisation du régime franquiste. À partir de l'été 1944, quand la France fut libérée des forces allemandes, leurs actions se sont intensifiées en Catalogne.
Parmi elles se trouvent notamment l'assaut de l'usine de bières Moritz en août 1944 et l'invasion du Valle de Arán entre le 8 et le 9 octobre 1944. Alors que les nazis reculaient en France, 2500 guérilleros entrèrent dans la vallée lourdement armés, sous la direction des communistes. Les antifranquistes voulaient conquérir une partie du territoire espagnol en la plaçant sous l'autorité du gouvernement de la République, alors en exil, et contraindre les Alliés de la Seconde Guerre mondiale à libérer l'Espagne de la dictature franquiste, comme ils étaient en train de le faire dans le reste de l'Europe. À partir de la défaite à Valle de Arán, les communistes abandonnèrent ce type de lutte.

### Mort des derniers maquisards catalans

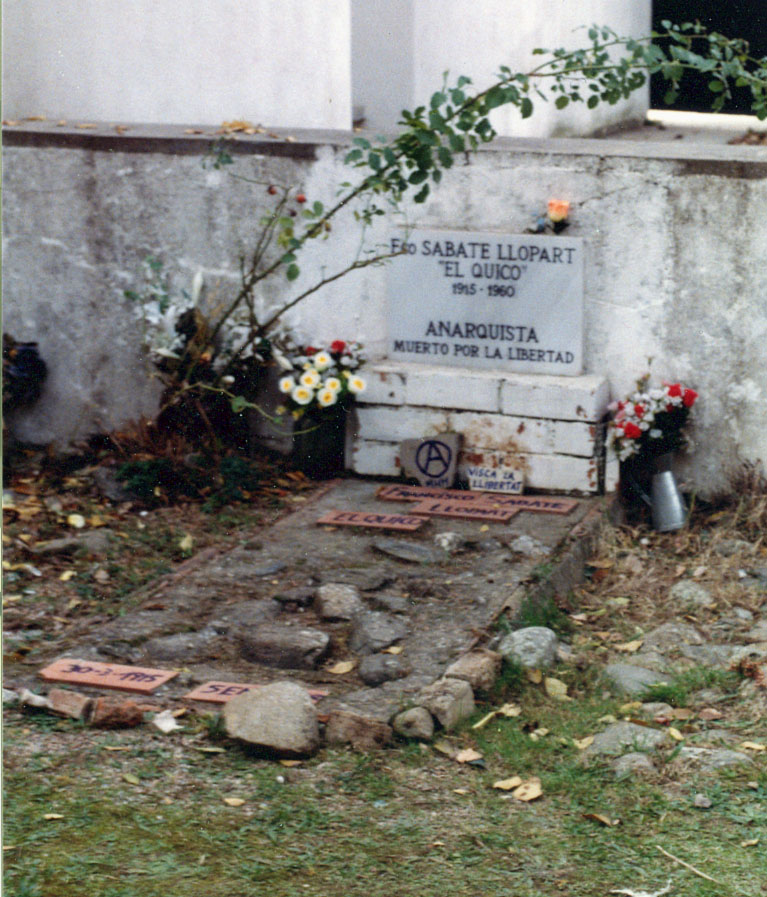
Tombe de Quico Sabaté dans le cimetière de San Celoni.

Les deux derniers maquisards, Quico Sabaté et Ramón Vila Capdevila "Caracremada", suivirent des chemins parallèles à la fin de leur vie.
Quico Sabaté, certainement le maquisard le plus emblématique, se trouvait incarcéré à Perpignan pour quelques mois en raison de la découverte d'un dépôt illégal d'armement. Sa peine purgée, il revint en Espagne le 30 décembre 1959 accompagné de quatre compagnons : Antoni Miracle Guitart, Rogelio Madrigal Torres, Francisco Conesa Alcaraz et Martín Ruiz Montoya.
Le groupe, aperçu dans la principauté d'Albañá, marcha en direction de Mayá de Moncal et passa la nuit dans la montagne de la Mare de Déu du Mont. La Garde civile les entoura et une fusillade eut lieu : Quico Sabaté fut blessé, tandis que ses quatre compagnons furent abattus.
Bien que boitant, en raison de ses graves blessures, Quico Sabaté parvint à la commune de San Celoni, où il joua un rôle majeur lors de la dernière bataille de résistance, avant d'être abattu par un somatén.
Ramón Vila Capdevila, Caracremada, après avoir saboté quelques tours à haute tension à Rajadell, en août 1963, retourna à son refuge de Prada, en France. Des gardes civiles de la 231 Comandancia de Manresa essayèrent de l'encercler mais se firent remarquer.
La nuit du 6 au 7 août, il fut abattu par des coups tirés par la Garde civile près la masía abandonnée de la Creu du Perelló, entre Castellnou de Bages et Balsareny. Il fut enterré dans le cimetière de Castellnou de Bages sans aucune indication. Le curé de la paroisse, le considérant comme un marginal, ne l'inscrit même pas sur le registre ecclésiastique.

## Fermeture de l'université

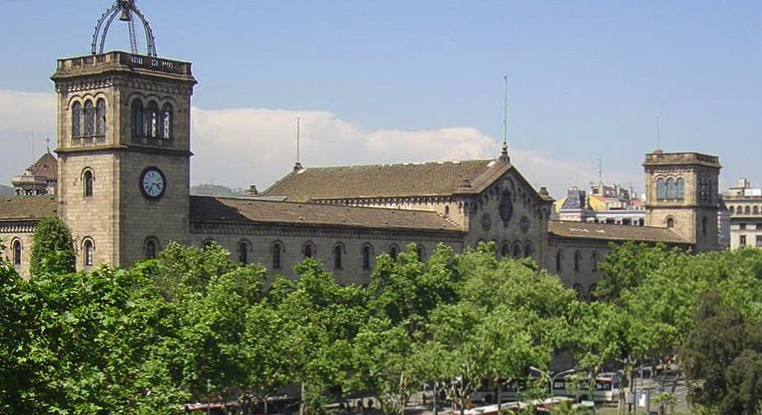
Bâtiment historique de l'Université de Barcelone sur la place homonyme

Au cours de l'hiver 1956-1957, une importante protestation citoyenne a eu lieu à Barcelone, cristallisant la naissance d'un large mouvement universitaire au caractère démocratique. Il s'agit d'un phénomène inédit depuis la Guerre Civile, massif, stable et organisé.
La révolte des universitaires obtint, de façon immédiate, la réponse des forces d'ordre public. Les étudiants, environ 500, s'enfermèrent dans l'Université de Barcelone (UB). Ils furent empêchés d'en sortir par la police et le gouverneur civil, Felipe Acedo Colunga, qui ordonna la charge policière, avec ses coups, ses arrestations, ses amendes et la fermeture de l'université, inédite depuis 1939.
Les évènements de l'Université de Barcelone constituaient une véritable rupture. Le changement du paysage politique universitaire se remarqua également par la croissance de groupes de gauche et marxistes, comme le Parti Socialiste Unifié de la Catalogne (PSUC).

## Années 1960
Tout au long des années 1960, la dissidence au sein de l'Espagne franquiste grandit jusqu'à se devenir un acteur décisif de la vie politique. Le Gouvernement tenta une répression totale, contreproductive pour son image, puisqu'elle montrait que seule la force garantissait la stabilité jusqu'à un certain point, qui équivalait à de la faiblesse et favorisait seulement l'expression du mécontentement.
La situation devint plus complexe. Les groupes subversifs traditionnels comme les communistes, collaboraient à présent avec des groupes très divers, tels que les catholiques. Par ailleurs, faxe à la prétention d'entrer fans la Communauté Economique Européenne, le régime devait prendre soin de ne pas abuser de l'usage de la force. C'est dans ce contexte qu'il faut comprendre les commentaires de la Police Armée à propos des étudiants: "si on les touche, ils montrent leurs blessures de combat à leurs camarades, si on les arrête, ils deviennent des martyrs et les professeurs les approuvent alors qu'ils ne savent rien."

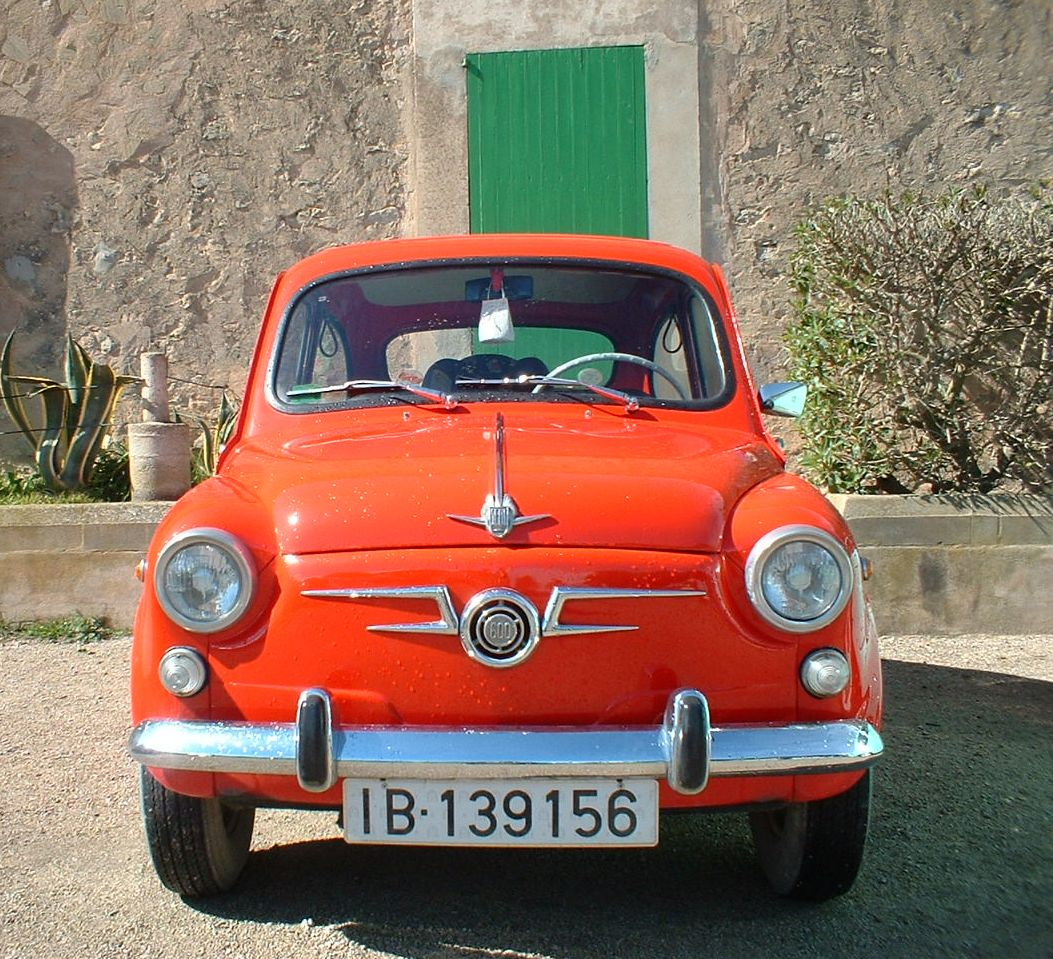
Exemplaire de Seat 600

Être incarcéré pour des motifs politiques cessa d'être, selon les historiens Carles Feixa et Carme Agustí, un stigma pour le reclus. Perdre la liberté pour la défendre devint un motif d'orgueil. Les relations professionnelles avaient subi un changement important en 1958, lorsque la Loi de conventions collectives établit la négociation entre des chefs d'entreprise et travailleurs comme moyen de résoudre les conflits. C'était une nouveauté dans l'Espagne franquiste, où la lutte de classes avait été abolie par décret, rendant, par exemple, très difficile de licencier un employé.
Dans ce cadre, tous se rendaient compte que la société de consommation supposait un changement qualitatif. Les appareils électroménagers aussi bien que la télévision ou les véhicules tels que la Seat 600, étaient à la portée des travailleurs en contrepartie des considérables sacrifices économiques que comportait le nouveau statut, comme le pluriemploi, les heures supplémentaires et l'endettement à crédit. Cette croissance économique provoqua en Catalogne une profonde transformation sociale.

### Événements du Palais de la Musique Catalane

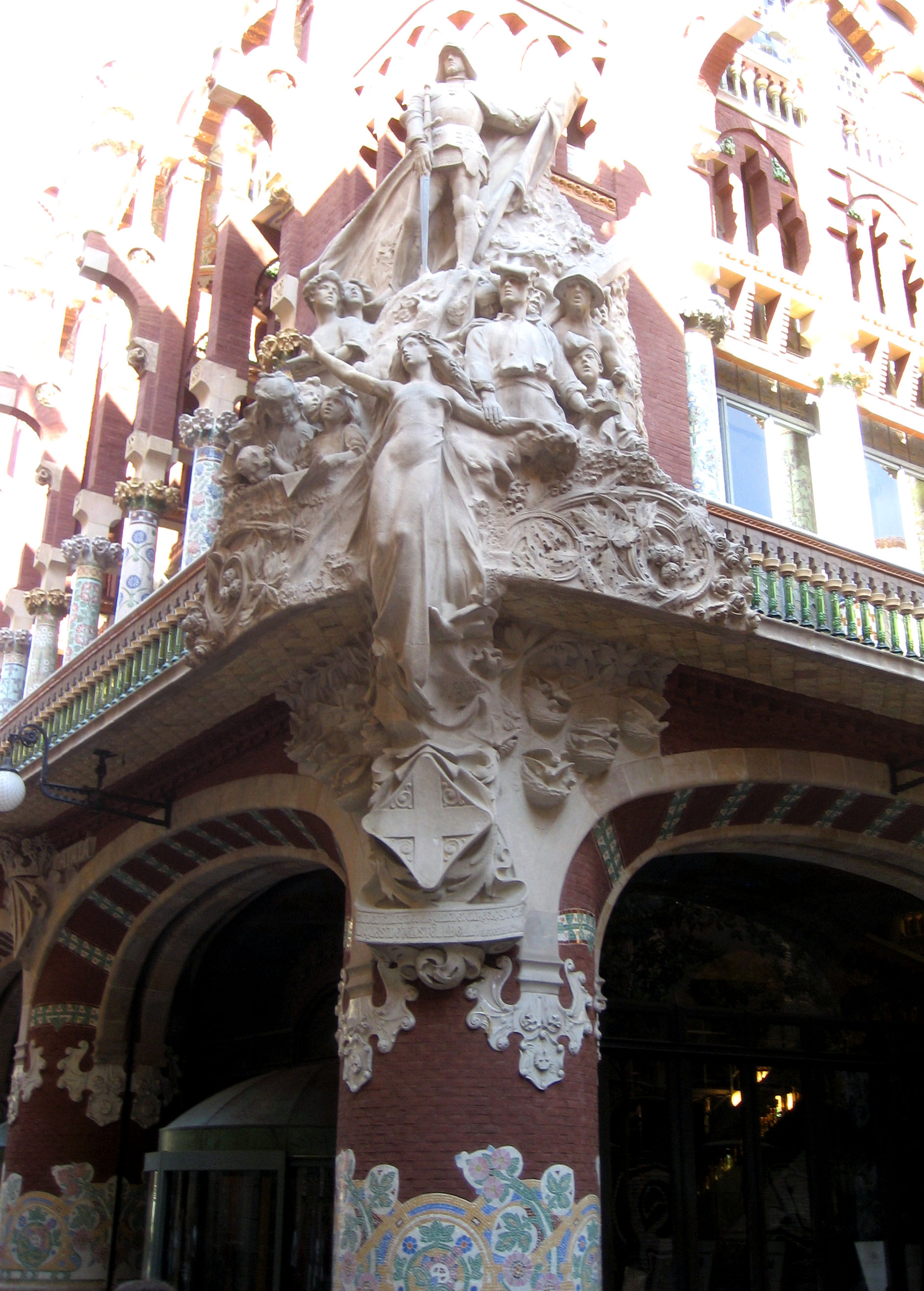
Façade du Palais de la Musique Catalane

Les événements du Palais de la Musique Catalane, Fets du Palau, eurent lieu à Barcelone le 19 mai 1960, durant la célébration du centenaire de la naissance du poète catalan Joan Maragall organisée par l'Orfeón Catalan, en présence de ministres de Franco.
Parmi le répertoire autorisé figurait le Cant de la Senyera. Trois jours avant, pourtant, le gouverneur civil Felipe Acedo Colunga interdit qu'il soit chanté. Ceci suscita l'indignation des assistants, Josep Espar Ticó commença à l'entonner et la police frappa les activistes. Les arrestations ne se firent pas attendre comme celle de Jaume Casajoana. Jordi Pujol, qui n'était pas dans le Palais mais avait été l'un des organisateurs, fut arrêté le 22 mai. Celui qui sera plus tard président de la Généralité fit face à un conseil de guerre qui eut lieu le 13 juin et, jugé sans garanties, il fut condamné à sept ans de prison.
Jordi Pujol déclarera des années plus tard que les événements du Palais de la Musique furent la première victoire du catalanisme contre le franquisme.

### Nouvelle déclaration de l'état d'exception
Le 8 juin 1962, le Conseil de Ministres déclara l'état d'exception sur tout le territoire espagnol pour deux ans. Le décret 17/62 prévoyait la suspension de l'article 14 de la Charte des Espagnols et supposait l'application de l'article 25 du chapitre III de la Loi d'ordre public, approuvée en 1959.
La raison principale qu'avança le ministre de Gobernación, Camilo Alonso Vega, pour adopter ces mesures fut la "conspiration" que constituerait le dénommé « Concubinage de Munich », une rencontre de 118 opposants au régime, de l'intérieur et en exil, évènement qui eut lieu à Munich dans le cadre du IVe Congrès du Mouvement européen international.
Malgré cette première interprétation de la mesure, ce qui est certain c'est que l'état d'exception a été utile au régime pour faire face à une série de grèves, à la consolidation d'ETA et pour contenir la rébellion du mouvement étudiant contre le Syndicat Espagnol Universitaire. Face à ces nouveaux mouvements, la dictature montra à nouveau son côté répressif. Ils ont été réitérées Les suspensions de la Charte furent réitérées jusqu'à la mort de Franco.

### La Nova Cançó(La Nouvelle Chanson)

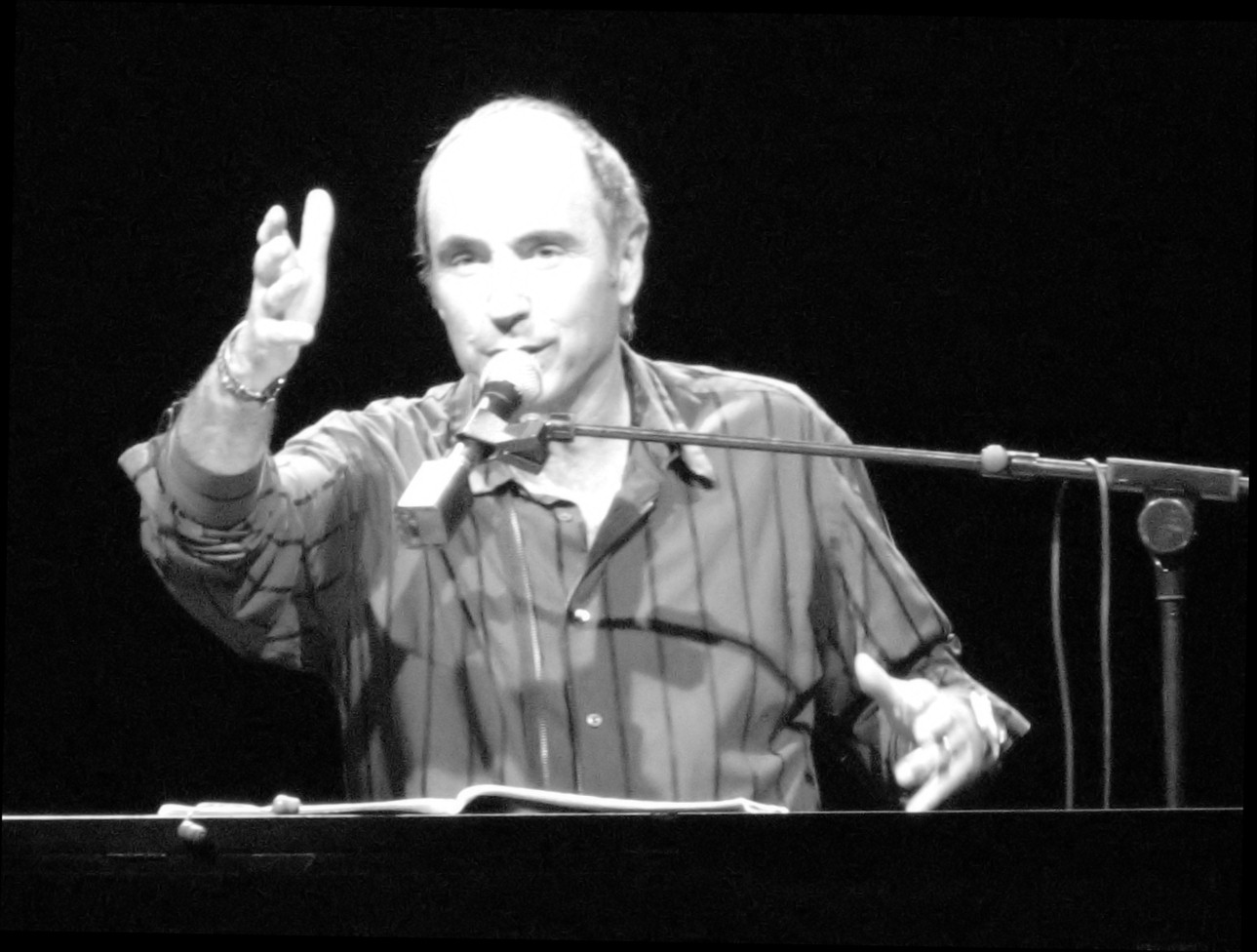
Lluís Llach à l'Olympia de Paris, 2006.

Aucun autre phénomène n'eut, pendant le franquisme et la transition démocratique le succès qu'eut la Nova Cançó qui mit un terme à la minorisation de la langue et de la culture catalanes. L'article de Lluís Serrahima "il nous manque des chansons dans l'air du temps", publié dans la revue Germinàbit, est considéré comme le manifeste fondateur de la Nova Cançó.
À cette époque se trouvaient déjà sur le marché les premiers disques édités à l'initiative du musicien Josep Casas i Augé. Les sœurs Serrano et Josep Guardiola chantaient des versions de quelques succès internationaux en catalan, bien que la censure franquiste les oblige à être nommés en castillan. Malgré tous ces efforts, il fallut attendre 1963 pour que la chanson catalane atteigne le grand public lorsque, dans le cadre du V Festival de la Chanson Méditerranéenne, Salomé et Raimon gagnèrent le festival avec la chanson Se'n va anar, un thème de Josep Maria Andreu et Lleó Borrell.

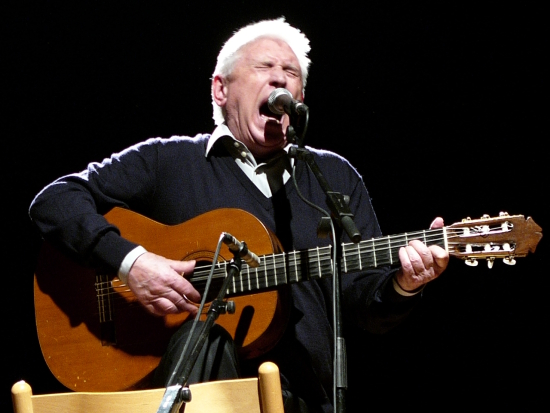
Raimon à Almussafes le 24 février 2008.

En décembre 1961, dans un appartement de la rue Santaló de Barcelone, eut lieu la première audition publique de ce qui deviendra ensuite Els Setze Jutges (allusion à un fameux virelangue catalan), avec la participation de Miquel Porter i Moix, Josep Maria Espinàs et Lluís Serrahima. C'est en 1962 qu'est né Edigsa, maison de disques catalane qui permit l'enregistrement des disques des premiers Setze Jutges. Ce collectif a été composé, dans l'ordre chronologique, par Miquel Porter, Remei Margarit et Josep Maria Espinàs en tant que membres fondateurs ; Delfí Abella et Francesc Pi de la Serra à partir de 1962; Enric Barbat, Xavier Elies et Guillermina Motta en 1963; Maria du Carme Girau, Martí Llauradó, Joan Ramon Bonet et Maria Amèlia Pedrerol en 1964; Joan Manuel Serrat en 1965; Maria de la Mer Bonet en 1966 ; enfin, l'incorporation de Rafael Subirachs et Lluís Llach en 1967 porta le nombre de membres du groupe à seize.
Les apparitions de Raimon, Joan Manuel Serrat, Núria Feliu, Maria de la Mer Bonet, Lluís Llach, Ovidi Montllor, La Trinca, le Grup de Folk, Pau Riba, Jaume Sisa, ont constitué un défi pour la conception uniformiste du franquisme, avec des contenus qui permirent la diffusion de sentiments et d'idées en faveur de la liberté et contre tout type d'oppression.

### Abbé Escarré part en exil
L'abbé de Montserrat, Aureli Maria Escarré, est à l'origine de la rénovation du monastère, il a envoyé des moines faire des études à l'étranger et a soutenu plusieurs initiatives culturelles. Petit à petit, il adopta une position assez critique contre le régime, qui se retrouve dans ses déclarations au quotidien français Le Monde, publiées le 14 novembre 1963.
Dans l'article, l'abbé écrit : «Là où il n'y a pas de liberté véritable, il n'y a pas de justice, (...) le peuple doit pouvoir choisir son gouvernement, (...) le régime met des bâtons dans les roues au développement de la culture catalane, (...) la première subversion qui existe en Espagne, c'est celle du gouvernement», et la phrase dont est extrait le titre: «Nous n'avons pas vingt-cinq ans de paix, mais vingt-cinq ans de victoire. Les vainqueurs, dont l'Église qui s'est vue contrainte de lutter aux côtés de ces derniers, n'ont rien fait pour mettre fin à cette division entre vainqueurs et vaincus, ceci constitue l'un des échecs les plus lamentables d'un régime qui se dit chrétien, et qui, pourtant, n'obéit pas aux principes élémentaires du christianisme».
Le 12 mars 1965, l'abbé Escarré partit en exil. Les motifs furent divers. D'une part, le régime franquiste était indigné. Les autorités firent pression sur le Vatican pour prendre des mesures contre Escarré. Finalement, l'abbé reçut du Vatican la "recommandation" de quitter le monastère.

### La Capuchinada
Entre le 9 et le 11 mars 1966, Barcelone connu l'un des épisodes les plus significatifs de la lutte antifranquiste encore naissante : la fondation du Syndicat Démocratique de l'Université de Barcelone (SDEUB), qui deviendrait la Capuchinada. Cela représentait non seulement l'éclosion de la contestation universitaire mais aussi le début de l'unité d'action des forces politiques et sociales antifranquistes. Ce fut au printemps 1965, avec le syndicat franquiste Syndicat Espagnol Universitaire (SEU) agonisant, que se tint l'assemblée de laquelle sortit l'embryon du futur SDEUB, avec plus de mille étudiants, représentants élus de tous les cours de toutes les Facultés et Écoles de l'Arrondisement Universitaire, réunis dans la Faculté de Droit de l'Université de Barcelone.
Tout était prévu pour la création du SDEUB, qui eut lieu le 9 mars 1966 dans le couvent des Capucins de Sarrià. Les pères capucins avaient donné l'autorisation d'utiliser l'une de leurs salles, d'où le mot Capuchinada (Caputxinada en catalan).
Enfin, plus de 500 personnes, notamment étudiants mais aussi professeurs et 33 intellectuels et artistes tels que Jordi Rubió i Balaguer, Joan Oliver, Salvador Espriu, Antoni Tàpies et Maria Aurèlia Capmany, entre autres, se réunirent à Sarrià. En une heure seulement, ils avaient déjà approuvé les statuts, la déclaration de principes et le manifeste (qui avait pour titre Pour une université démocratique), juste le temps suffisant pour pouvoir constituer la SDEUB avant que la police n'arrive au couvent et donne l'ordre de se disperser.
Le 12 décembre 1970, près de 300 personnes issues de divers milieux intellectuels, culturels et artistiques catalans, décidèrent de s'enfermer dans le monastère de Montserrat. Le motif de l'action fut le dénommé Procès de Burgos que le Gouvernement franquiste avait mené contre des militants d'ETA. Parmi les participants se trouvaient des personnes de grande notoriété tels que qu'Antoni Tàpies, Joan Brossa, Joan a Regardé ou Gabriel García Márquez, entre autres. Ceci permit à l'initiative d'avoir un écho international.
287 personnes furent accueillies par les moines de Montserrat durant le week-end du 12 au 14 décembre 1970. Au bout de quelques heures, le monastère bénédictin fut encerclé par la police franquiste et la Garde civile.

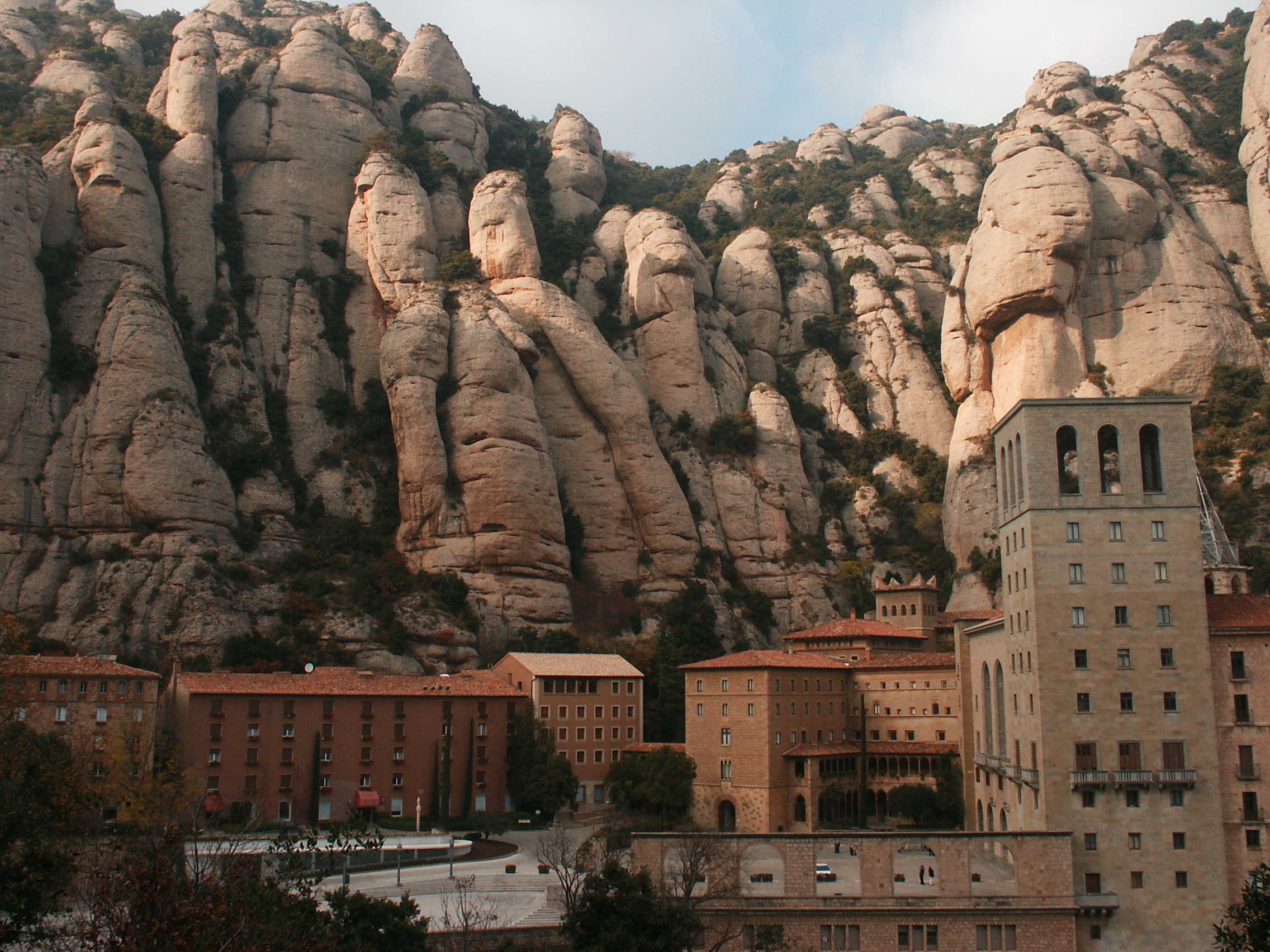
Monastère de Montserrat

Les réfugiés rédigèrent un manifeste dans lequel était dénoncé le caractère répressif et totalitaire du régime franquiste, et dans lequel ils réclamaient l'abolition de la peine de mort et l'établissement "d'un État authentiquement populaire qui garantisse l'exercice des libertés démocratiques et les droits des peuples et nations faisant partie de l'État espagnol, y compris le droit à l'autodétermination". Il était aussi écrit que: "l'actuel système politico-juridique, au service d'une structure classiste et anachronique, convertit en délit des faits politiques et sociaux qui, dans tout État démocratique, sont considérés comme légitimes et, même, constituent des droits fondamentaux de n'importe quel citoyen".
Quinze jours plus tard, le 28 décembre, le régime de Franco prononça la sentence des 16 membres d'ETA accusés à Burgos. Six d'entre eux furent condamnés à mort. L'énorme répercussion de cet acte hors des frontières espagnoles pourrait avoir contribué à la supposée magnanimité de Franco. Le 31 décembre, dans le message de fin d'année, le Caudillo commua la peine capitale des six accusés du procès de Burgos. Les réfugiés de Montserrat étaient parvenus à maintenir en vie les membres d'ETA, à faire connaître internationalement les mauvais agissements du régime et à démontrer l'impunité judiciaire et policière en Espagne. Ce fut aussi une considérable contribution à la création de l'Assemblée de Catalogne, qui eut lieu un an plus tard.

### Assemblée de Catalogne
L'Assemblée de Catalogne fut créée le 7 novembre 1971, dans l'église barcelonaise de San Agustín, pour unifier l'antifranquisme catalan à l'initiative de la Coordination des Forces Politiques de Catalogne. Elle a rapidement réuni la plupart des partis politiques, des syndicats et des organisations sociales. C'est de cette assemblée que tient son origine la fameuse devise: "Liberté, Amnistie et Statut d'Autonomie". Son programme est le suivant :
- Pour les droits et les libertés démocratiques.
- Accès du peuple au pouvoir économique.
- Accès du peuple au pouvoir politique.
- Pour le plein exercice du droit d'autodétermination.

Pendant les années 1970, l'Assemblée de Catalogne fut le principal cadre de coordination de la résistance contre la dictature, dirigea et organisa les principales mobilisations populaires de l'époque. Parmi elles, la Marche de la Liberté, à l'été 1976, avec pour devise "Village catalan, mets-toi à marcher".
L'Assemblée de Catalogne s'est auto-dissoute, une fois la transition politique suffisamment avancée.

### Derniers morts du franquisme
Le fait qui marqua le plus le franquisme tardif fut l'assassinat de l'amiral Luis Carrero Blanc, le 20 décembre 1973. Cet évènement laissa orphelin le projet continuiste du régime. Cette mort généra une grande confusion dans le gouvernement de Arias Navarro puis céda la place à la panique au sein du régime en raison de son avenir incertain. Tout cela explique, vraisemblablement, l'assassinat de Salvador Puig Antich et Georg Michael Welzel le 2 mars 1974. Ils furent les derniers à être exécutés avec la méthode du lacet étrangleur.
Le 27 septembre 1975, alors que le Generalissime est alité, agonisant, les cinq derniers condamnés à mort par les franquistes furent fusillés, deux membres d'ETA (Ange Otaegi Etxeberria et Jon Murs Manot Txiki) et trois membres du FRAP (Ramón García Sanz, José Luis Sánchez Bravo et José Humberto Baena). L'arrêté antiterroriste fut appliqué implaccablement et avec un caractère rétroactif. Les faits pour lesquels ils se trouvaient accusés avaient eu lieu avant qu'il ne soit approuvé.
Les cinq dernières morts du franquisme surviennent à seulement 54 jours de la mort de Franco. Ainsi donc, la dictature avait perdu une part du soutien social duquel elle jouissait en 1939. La Guerre Civile semblait déjà bien loin et les nouvelles générations n'étaient pas disposées à supporter plus longtemps le manque de libertés et de modernité. Le 20 novembre 1975 Franco meurt dans son lit, et les jours du franquisme sont comptés.

## Amnistie
La revendication de l'amnistie dans les dernières années de la dictature et pendant la Transition est devenue un axe majeur de l'opposition antifranquiste qui est parvenue à mobiliser de nombreux secteurs de la population, qui n'hésitait pas à sortir dans la rue et à participer à tout type d'initiatives pour l'obtenir.

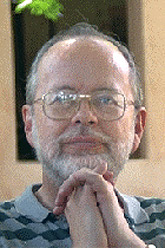
Lluís Maria Xirinacs.

Franco mort et après que le prince Juan Carlos Ier a été couronné roi par les Cours franquistes le 25 novembre 1975, une grâce accompagnée de la suppression de la Loi de responsabilités politiques de 1939 fut promulguée. Ces gestes ont été jugés insuffisants par les mouvements de l'opposition de toute l'Espagne. De plus, l'immédiate nomination de Arias Navarro à la tête du Gouvernement fit comprendre à tous que, pour le moment, il n'y avait pas d'intention de favoriser le moindre changement politique.
Les manifestations et actions pour réclamer l'amnistie recommencèrent avec force la même semaine à travers tout le pays. En Catalogne, Lluís Maria Xirinacs s'installa devant la Prison Modèle de Barcelone avec la promesse de ne pas se retirer tant que l'amnistie totale des prisonniers n'était pas obtenue. Commença alors ce qui fut appelé année de l'amnistie, puisque durant l'année 1976 a été quand ils s'ont menés à terme les manifestations et les actes les plus importants qu'ils ont fait tambalear la incipiente ouverture.
Face à la menace d'une «rupture démocratique», le Gouvernement récupéra l'initiative politique en juillet 1976 avec la nomination d'Adolfo Suárez. Sous sa présidence, l'amnistie politique tant revendiquée fut accordée, approuvée par référendum en décembre 1976. Malgré les espoirs initiaux, il ne s'agissait pas de l'amnistie tant attendue, puisqu'elle ne concernait ni les délits de sang ni les militaires républicains ou ceux de l'Union Militaire Démocratique (UMD).

### Premières élections démocratiques
Deux semaines avant des élections, la plupart des prisonniers politiques commencèrent une grève de la faim, puisqu'il restait encore en Catalogne une trentaine de prisonniers à amnistier, la plupart de la CNT. Enfin, les premières élections démocratiques eurent lieu le 15 juin 1977, et virent gagner Adolfo Suárez alors à la tête de la UCD.
Malgré le succès de la démocratie et l'annonce par le Gouvernement de deux cas supplémentaires d'application de l'amnistie à ceux qui avaient  été des fonctionnaires locaux ou de la Généralité, l'amnistie totale ne fut pas obtenue.

### L'amnistie de 1977
Enfin, le 14 octobre 1977 les nouvelles Cortes démocratiques approuvèrent ce qui devait être la loi définitive d'amnistie à une large majorité avec l'abstention de l'Alliance Populaire. Ainsi, le décret de 1977 fut aussi une loi mettant un terme à une époque, bien qu'en restent exclus les militants indépendantistes, les militaires républicains et ceux de l'UMD. Un des points obscurs de la nouvelle loi concerne le fait que l'amnisite tant attendue est aussi accordée aux totionnaires qui avaient pourchassé durant des années les opposants politiques. Il s'agit d'une façon d'oublier le passé qui ne convient pas à tous. Grâce à ce décret, beaucoup de victimes du franquisme purent retrouver la liberté, tout en empêchant cependant que les responsabilités de ceux qui les avaient pourchassés, torturés et condamnés ne soient reconnues.

## Filmographie
- Companys, procés à la Catalogne, Josep Maria Forn, 1979.

Synopsis:
Chronique de la dernière année de vie du président de la Généralité de la Catalogne, qui a été livré au gouvernement franquiste par la Gestapo, peu après s'être installé en France.
Malgré une tentative pour le libérer réalisée par un groupe de nationalistes, il fut fusillé presque immédiatement.
- La fuite de Ségovie, Imanol Uribe, 1981.

Synopsis:
L'histoire relate un fait réel survenu en avril 1976, avec pour protagonistes un groupe de prisonniers d'ETA qui invitent à participer à la fuite le catalan Oriol Solé Sugranyes, membre du Mouvement Ibérique de Libération (MILLE). La fuite se termine avec l'arrestation de 24 des fugitifs, la mort dans une rencontre avec la Garde civile à Burguete (Navarre) d'Oriol Solé Sugranyes et la fuite vers la France de quatre d'entre eux.
- La Place du Diamant, Francesc Betriu, 1982.

Synopsis:
Avec Silvia Munt et Lluís Homar comme protagonistes, et sur une musique de Ramon Muntaner, Francesc Betriu a adapté au cinéma ce film basé sur le roman homonyme de Mercè Rodoreda. Il s'agit d'un fidèle reflet de la guerre civile espagnole et de la difficile après-guerre, dans le quartier barcelonais de Gracia.
- Salvador, Manuel Huerga, 2006.

Synopsis:
L'histoire relate les événements qui ont conduit à la condamnation à mort et à l'exécution du jeune Salvador Puig Antich, membre du MIL, accusé de la mort d'un policier. Malgré les efforts de son entourage, de ses avocats et des mobilisations sociales, le régime franquiste a refusé de lui accorder la grâce et l'a exécuté.
- Pain noir, Agustí Villaronga, 2010.

Synopsis:
Le film "Pain noir", inspiré du best-seller homonyme d'Emili Teixidor, relate l'histoire de familles dans un petit village catalan à une époque dominée par les fascistes, après-guerre. Le film se concentre sur les dommages moraux que produit la guerre sur la population civile.

### Documentaires
- Records i oblits. 30 Minuts, Televisió de Catalunya, 1994[36].
- El preu de la memòria. 30 Minuts, Televisió de Catalunya, 2000[37].
- Els nens robats del franquisme. TVC, 2002.
- Crònica d'una mirada. Televisió de Catalunya, 2003[38].
- Abecedari Porcioles. Televisió de Catalunya, 2004[39].
- Pecats capitals (documentaire). Televisió de Catalunya, 2006[40].
- Barraques. L'altra ciutat. 30 Minuts, Televisió de Catalunya, 2009[41].
- Camp d'Argelers, Felip Solé. Sense ficció, TVC, 2009[42],[43].